# Emily Borthwick
Emily Borthwick (2 de septiembre de 1997) es una deportista de Reino Unido que compite en atletismo. Ganó una medalla de bronce en el Campeonato Europeo de Atletismo por Equipos de 2021, en la prueba de salto de altura.